# This Is What You Came For
«This Is What You Came For» es una canción del disc-jockey y productor británico Calvin Harris junto a la cantante barbadense Rihanna. La canción fue lanzada el 29 de abril de 2016 a través de Sony Music y Westbury Road. Es el segundo sencillo de Harris de su próximo quinto álbum de estudio. Presentando influencias de house. Fue compuesta por la cantautora estadounidense Taylor Swift, quién fue inicialmente acreditada con el nombre de Nils Sjöberg. Harris y Rihanna anteriormente habían colaborado en su sexto álbum de estudio, Talk That Talk, el cual incluye el hit mundial «We Found Love» y el top 5 «Where Have You Been», el anterior estuvo escrito y producido por Harris.
El sencillo debutó en el número 2 en el UK Singles Chart, también logró llegar a la posición número 3 del Billboard Hot 100 de Estados Unidos. Se colocó en el primer puesto de la lista Hot Dance/Electronic Songs también de Billboard. Llegó a la cima en charts de Australia, Canadá, Irlanda, y Escocia y en el top 10 en Alemania, Nueva Zelanda y Suiza.
«This Is What You Came For» recibió críticas mixtas; algunos críticos lo elogiaron por crear una pista pegadiza, y otros lo etiquetaron como aburrido, y citaron la voz de Rihanna como «sobreprocesada». Un vídeo musical para la canción se estrenó el 17 de junio de 2016 el cual muestra a Rihanna en un cubo abierto con imágenes proyectadas en las paredes del interior.

## Antecedentes y lanzamiento

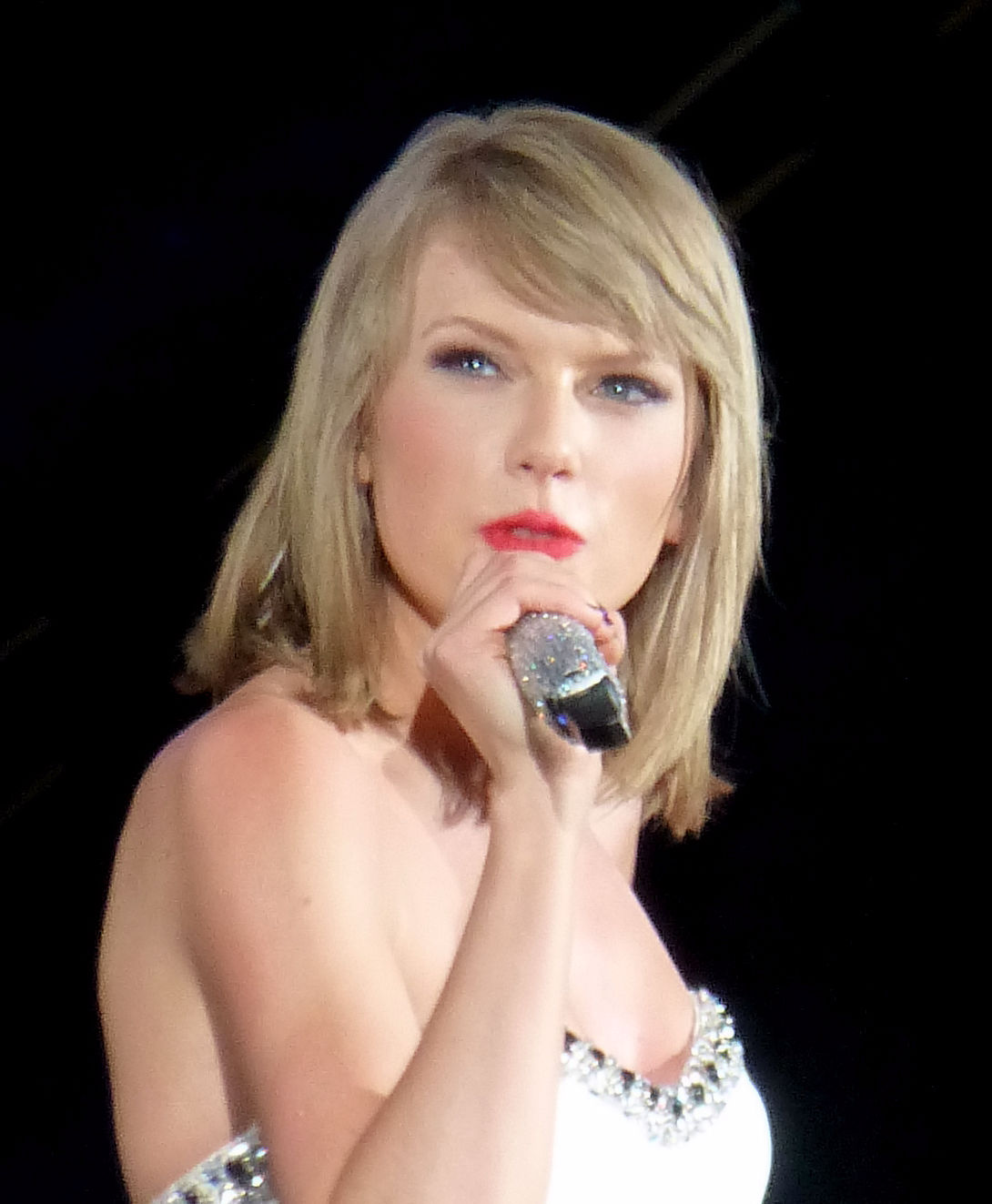
La entonces novia de Harris, Taylor Swift (en la foto) fue la escritora principal de la canción, y no fue acreditada como tal hasta meses después, después de eso ella realizó 2 presentaciones en vivo de dicha canción.

Harris presentó la grabación final a Rihanna, dos semanas antes de su estreno. Durante su presentación en Coachella, Harris compartió la canción con Rihanna y su director en su remolque. Harris declaró que él se encontraba "nervioso" al enseñarle la canción, porque había "cambiado muchas partes de cuándo la escucho primero." La canción se lanzó el 29 de abril de 2016.
Harris y Nils Sjöberg se acreditaron como los escritores de la canción. El 13 de julio de 2016, el sitio TMZ informó que la pista había sido coescrita por Harris y su entonces novia, Taylor Swift, quién utilizó el alias de Nils Sjöberg porque no quisieron que su relación sobresaliera en la canción. Harris también tomó su cuenta de Twitter para confirmar que Swift había escrito la letra de la canción, las melodías principales y había contribuido en las voces, mientras que él, agregó algunas melodías, produjo la pista, editó las voces, y también confirmó haber guardado el secreto de que Swift había colaborado. El crédito ya fue oficialmente cambiado a "Taylor Swift" en BMI.
La exnovia de Calvin Harris, Taylor Swift ya ha realizado sus propias versiones de ya tan famoso éxito, presentándola en 2 conciertos, el primero en el show del Fórmula 1 la noche del 22 de octubre de 2016 en Austin Texas, presentándola a forma de piano y la segunda en la noche del pre-show del Super Bowl, el Super Saturday Night en Houston Texas la noche del 4 de febrero de 2017 donde la canto a guitarra. La cantante hizo ciertas bromas al respecto después de un tiempo, tras el lanzamiento de su sencillo en 2017 "Look What You Made Me Do" en el videoclip se puede observar un mensaje oculto: en una de las lápidas de la escena de zombi se puede apreciar el nombre de "Nils Sjöberg", así como en su edición especial de Reputation Vol. 1 TS Swiftly en uno de los créditos de las canciones escribe con su propia letra "Taylor Swift aka Nils Sjöberg".

## Composición
«This Is What You Came For» es una canción influenciada en la música house. Gil Kaufman de Billboard declaró que la canción era "una relajada y alegre pista para el club, que le recuerda lo clásico de los 1980's y 1990's, pero con un moderno, sabor popero." La canción está escrita en la nota de La menor con un tempo de 124 beats por minuto. La canción sigue una progresión de acordes de La menor–Fa mayor7–Sol–Do y la voz de Rihanna va en un lapso de Sol3 a Mi5.

## Video musical
El vídeo de música oficial para la canción fue dirigido por Emil Nava, y se estrenó en YouTube/Vevo el 17 de junio de 2016. En él, se muestra un cubo blanco gigante situado en varios lugares. La escena muestra después a Rihanna, vestida con un overol azul de mezclilla y tacones blancos, cantando mientras baila dentro del cubo. Al mismo tiempo que actúa, se muestran gráficos en las paredes interiores de este, detrás de la cantante. Estos incluyen una variedad de colores, luces y diseños, así como imágenes de una multitud que está de fiesta y corriendo caballos, y un dibujo de una montaña con un relámpago tocando su cima. Calvin Harris hace un breve cameo en el vídeo, conduciendo un auto deportivo con neumáticos iluminados. En el desenlace, Rihanna camina al exterior, dejando al descubierto que el cubo se ha establecido en un escenario oscuro, y finaliza.

## Respuesta crítica
La canción recibió críticas variadas. Lary Barleet de NME declaró que "A medida que se llega al clímax, se evita la caída de toque electrónico, con un toque de tropical house suave. Definitivamente va a ser un éxito, sin embargo, el manejo de la voz de la cantante, los despojó de la personalidad que habían mostrado en «We Found Love», mostrando a la canción, sin alma"

## Rendimiento comercial
El sencillo debutó en el número 2 de la UK Singles Chart. En el puesto 9 en la Billboard Hot 100 y llegando más tarde hasta la posición número 3, mientras en el Dance/Mix Show Airplay llegó a la cima. «This Is What You Came For» se convirtió en el vigésimo quinto (25°) número 1 en el Hot Dance Club Songs de Rihanna y en el cuarto de Harris. También debutó en el #1 en Scottish Singles Chart de Escocia, y logrado ser #1 uno en Australia, Canadá, Argentina, Croacia, Venezuela e Irlanda. La canción también logró ser top 10 en Alemania, Nueva Zelanda, Suiza, Bélgica, Dinamarca, Finlandia, Francia, Hungría, Italia, Países Bajos, Noruega, Portugal, México, Israel, Brasil y Eslovaquia. La canción llegó al top 10 en todos los países en los que se lanzó, excepto en cuatro.

## Lista de canciones
| Descarga digital |                                           |          |  |
| N.º              | Título                                    | Duración |  |
| 1.               | «This Is What You Came For» (con Rihanna) | 3:41     |  |

| Descarga digital – Remixes |                                                                       |          |  |
| N.º                        | Título                                                                | Duración |  |
| 1.                         | «This Is What You Came For» (con Rihanna) (Extended Mix)              | 4:47     |  |
| 2.                         | «This Is What You Came For» (con Rihanna) (Dillon Francis Remix)      | 3:43     |  |
| 3.                         | «This Is What You Came For» (con Rihanna) (R3hab vs Henry Fong Remix) | 4:18     |  |
| 4.                         | «This Is What You Came For» (con Rihanna) (R3hab Remix)               | 2:30     |  |
| 5.                         | «This Is What You Came For» (con Rihanna) (Grandtheft Remix)          | 3:01     |  |
| 6.                         | «This Is What You Came For» (con Rihanna) (Tony Junior Remix)         | 3:35     |  |
| 7.                         | «This Is What You Came For» (con Rihanna) (Bobby Puma Remix)          | 4:44     |  |

## Posicionamiento en listas
| Lista (2016)                                          | Posición más alta |
| ----------------------------------------------------- | ----------------- |
| Argentina (Monitor Latino)                            | 1                 |
| Australia (ARIA)                                      | 1                 |
| Austria (Ö3 Austria Top 40)                           | 3                 |
| Bélgica (Flandes) (Ultratop 50)                       | 3                 |
| Bélgica (Valonia) (Ultratop 50)                       | 3                 |
| Brasil (Billboard Brasil Hot 100)                     | 1                 |
| Canadá (Canadian Hot 100)                             | 1                 |
| Croacia (Airplay Radio Chart Top 20)                  | 1                 |
| República Checa (Rádio Top 100)                       | 1                 |
| República Checa (Singles Digitál Top 100)             | 1                 |
| Dinamarca (Tracklisten)                               | 3                 |
| Finlandia (OFC)                                       | 3                 |
| Francia (SNEP)                                        | 3                 |
| Alemania (Media Control AG)                           | 3                 |
| Hungría (Rádiós Top 40)                               | 1                 |
| Hungría (Single Top 40)                               | 3                 |
| Hungría (Dance Top 40)                                | 1                 |
| Irlanda (IRMA)                                        | 1                 |
| Italia (FIMI)                                         | 4                 |
| Líbano (Lebanese Top 20)                              | 1                 |
| Israel (Media Forest)                                 | 1                 |
| México (Monitor Latino)                               | 1                 |
| México (Billboard Mexico Airplay)                     | 1                 |
| Países Bajos (Dutch Top 40)                           | 3                 |
| Países Bajos (Mega Single Top 100)                    | 3                 |
| Nueva Zelanda (Recorded Music NZ)                     | 1                 |
| Noruega (VG-lista)                                    | 3                 |
| Polonia (Polish Airplay Top 100)                      | 3                 |
| Polonia (Dance Top 50)                                | 6                 |
| Portugal (AFP)                                        | 1                 |
| Escocia (Scottish Singles Sales Chart)                | 1                 |
| Eslovaquia (Rádio Top 100)                            | 1                 |
| Uruguay (Top 100!)                                    | 10                |
| Eslovaquia (Singles Digitál Top 100)                  | 1                 |
| Sudáfrica (EMA)                                       | 1                 |
| España (Top 100 Canciones)                            | 3                 |
| España (LOS40 España)                                 | 3                 |
| Suecia (Sverigetopplistan)                            | 3                 |
| Suiza (Schweizer Hitparade)                           | 3                 |
| Reino Unido (UK Singles Chart)                        | 1                 |
| Reino Unido (UK Dance Chart)                          | 1                 |
| Estados Unidos (Billboard Hot 100)                    | 3                 |
| Estados Unidos (Adult Top 40)                         | 6                 |
| Estados Unidos Billboard (Hot Dance/Electronic Songs) | 1                 |
| Estados Unidos (Hot Dance Club Songs)                 | 1                 |
| Estados Unidos (Mainstream Top 40)                    | 1                 |
| Estados Unidos Billboard (Rythmic)                    | 3                 |
| Venezuela (Record Report)                             | 1                 |
| Venezuela English (Record Report)                     | 1                 |

## Certificaciones
| País           | Organismo certificador | Certificación  | Ventas certificadas | Ref.   |
| -------------- | ---------------------- | -------------- | ------------------- | ------ |
| Alemania       | BVMI                   | Platino        | 400 000             | [ 55 ] |
| Australia      | ARIA                   | 6× Platino     | 420 000             | [ 56 ] |
| Austria        | IFPI — Austria         | Oro            | 15 000              | [ 57 ] |
| Bélgica        | BEA                    | 2× Platino     | 60 000              | [ 58 ] |
| Canadá         | Music Canada           | 4× Platino     | 320 000             | [ 59 ] |
| Dinamarca      | IFPI — Dinamarca       | 2× Platino     | 120 000             | [ 60 ] |
| España         | PROMUSICAE             | 2× Platino     | 80 000              | [ 61 ] |
| Estados Unidos | RIAA                   | 4× Platino     | 4 000 000           | [ 62 ] |
| Francia        | SNEP                   | Diamante       | 250 000             | [ 63 ] |
| Italia         | FIMI                   | 4× Platino     | 200 000             | [ 64 ] |
| México         | AMPROFON               | Diamante & oro | 330,000             | [ 65 ] |
| Nueva Zelanda  | RMNZ                   | Platino        | 15 000              | [ 66 ] |
| Polonia        | ZPAV                   | 2× Diamante    | 200 000             | [ 67 ] |
| Portugal       | AFP                    | Platino        | 10 000              | [ 68 ] |
| Reino Unido    | BPI                    | 2× Platino     | 1 200 000           | [ 69 ] |
| Suecia         | IFPI — Suecia          | 4× Platino     | 160 000             | [ 70 ] |

## Historia de lanzamiento
| Fecha               | Formato          | Versión            | Sello |
| ------------------- | ---------------- | ------------------ | ----- |
| 29 de abril de 2016 | Descarga digital | Sencillo (1 pista) | Sony  |
| 17 de junio de 2016 | Descarga digital | Remixes (4 pistas) | Sony  |
| 2 de agosto de 2016 | Descarga digital | Remixes (7 pistas) | Sony  |